# 몽골의 유제품

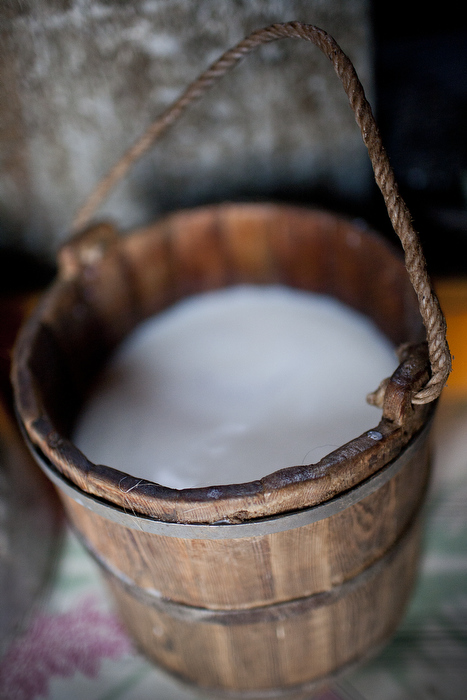
수(젖)

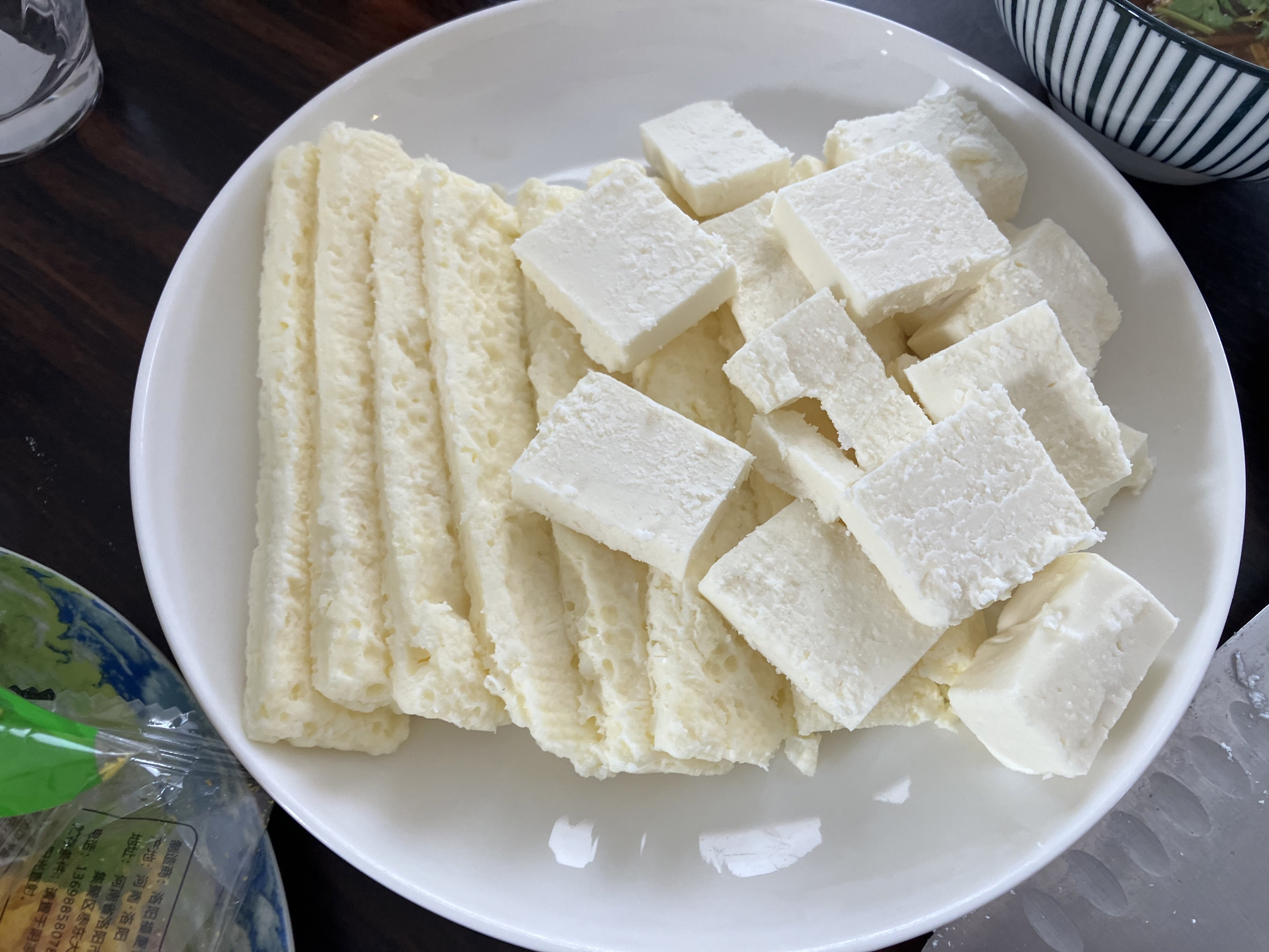
오롬과 후루드

몽골의 유제품(Mongol-乳製品)은 "흰 음식"이라는 뜻의 차강 이데(몽골어: цагаан идээ)로 불리며, 양젖, 염소젖, 소젖(우유), 말젖, 낙타젖, 야크젖, 순록젖 등 몽골에서 키우는 가축들의 젖으로 만든 여러 가지 전통 식품을 두루 일컫는다. 유목민을 비롯한 몽골인들의 식단에서 핵심적인 요소이며, 전통 몽골 요리에서도 큰 부분을 차지한다.

## 종류
- 수(сүү): 젖 – 양젖, 염소젖, 소젖, 말젖, 낙타젖, 야크젖, 순록젖 등
  - 샤르 수(шар сүү): 노란 젖
- 뱌슬라그(бяслаг): 치즈
- 아룰(ааруул)
- 아르츠(аарц)
- 아이라그(айраг)
- 에뎀(ээдэм): 응유
- 에즈기(ээзгий)
- 오롬(өрөм)
- 조히(зөөхий): 사워크림
- 초츠기(цөцгий): 크림
- 타라그(тараг): 발효유
- 토스(тос): 버터(기름)
  - 메헤르테이 토스(мэхээртэй тос): 범꼬리 버터
  - 모일토이 토스(мойлтой тос): 귀룽버찌 버터
  - 보르 토스(бор тос): 갈색 버터
  - 샤르 토스(шар тос): 노란 버터
  - 에즈기테이 토스(ээзгийтэй тос): 에즈기 버터
  - 차강 토스(цагаан тос): 흰 버터
  - 초츠긴 토스(цөцгийн тос): 일반 버터
  - 하일마그 토스(хайлмаг тос) 또는 홀송 토스(хольсон тос)
- 하일마그(хайлмаг)
- 호르모그(хоормог)
- 후루드(хурууд)

## 같이 보기
- 발효유제품